# Giulio Scandella
Giulio Scandella (* 18. September 1983 in Montréal, Québec) ist ein italo-kanadischer Eishockeyspieler, der seit September 2016 erneut bei Asiago Hockey in der Alps Hockey League unter Vertrag steht. Sein jüngerer Bruder Marco ist ebenfalls professioneller Eishockeyspieler. Sein Cousin Diego ist derzeit als Trainer tätig. Sein Onkel Sergio Momesso absolvierte über 800 NHL-Spiele.

## Karriere
Giulio Scandella begann seine professionelle Spielerlaufbahn 2000 in der Québec Major Junior Hockey League bei den Halifax Mooseheads, für welche er zwei Jahre stürmte. Er war von dem Team im QMJHL Entry Draft in der dritten Runde als insgesamt 46. Spieler gezogen worden. 2002 wechselte er zum Ligakonkurrenten Huskies de Rouyn-Noranda und ging dort ebenfalls zwei Jahre lang auf Torjagd, ehe 2004 der Wechsel nach Italien folgte. In den drei Spielzeiten in Asiago kam er in 87 Spielen auf 43 Tore und 35 Torvorlagen. 
2006 unterzeichnete er einen Vertrag bei den Augsburger Panthern aus der Deutschen Eishockey Liga, wo er aber den Durchbruch nicht schaffte. Er kehrte deshalb noch während der laufenden Saison 2006/07 nach Italien zurück, wo er bis 2008 beim HC Milano Vipers aktiv war.  Dabei bestritt er 71 Spiele für die Lombarden und brachte es auf insgesamt 80 Skorerpunkte (35 Treffer und 45 Assist). Im Sommer 2008 wechselte Scandella innerhalb der italienischen Liga zu Ritten Sport. In seiner ersten Saison in Südtirol erreichte er in 33 Begegnungen 58 Punkte (26 Tore und 32 Torvorlagen).
Es folgte der Wechsel nach Schweden zu Rögle BK, wo er jedoch aufgrund einer Verletzung längere Zeit ausfiel und nur 20 Pflichtspiele bestritt. 2010 verließ er Nordeuropa und wechselte in die Schweiz. Sein Weg führte dort zum HC Ajoie. Auch dort blieb der Stürmer nicht lange und kehrte nach wenigen Spielen nach Italien zurück, wo er vom  italienischen Rekordmeister HC Bozen verpflichtet wurde. Nach einem Winter in Bozen wechselte er im Sommer 2011 zum amtierenden Vizemeister HC Pustertal, wo er neben Nate DiCasmirro der zweite Italokanadier war und mit dem Klub die Supercoppa 2011 gewann.
Trotz gültigen Vertrags wechselte Scandella im Juli 2012 zum IK Oskarshamn. Dabei kam die Vereinsführung des HC Pustertal Scandellas Wunsch nach, es noch einmal in einer höheren Liga versuchen zu wollen. Im Sommer 2013 kehrte er zum HC Pustertal zurück, mit dem er 2014 zum zweiten Mal Supercoppa-Sieger wurde. Seit 2016 spielt er für Asiago Hockey in der Alps Hockey League, die er mit dem Klub 2018 gewinnen konnte.

### International
Der gebürtige Kanadier, der auch die italienische Staatsbürgerschaft besitzt, wurde 2006 erstmals für die italienische Nationalmannschaft nominiert. Er nahm mit den Azzurri an den Weltmeisterschaften der Top-Division 2007, 2008, 2010, 2012, 2014 und 2017 teil. 2011, 2013, 2016 und 2018 schaffte er mit der Nationalmannschaft den Aufstieg aus der Division I zu den 16 besten Nationen der Welt. Dabei erzielte er 2011 in vier Partien vier Tore und steuerte zwei Assists bei. Zudem spielte er bei den Olympischen Winterspielen in Turin 2006 und den Qualifikationsturnieren zu den Winterspielen in Vancouver 2010, in Sotschi 2014 und Pyeongchang 2018 mit.

## Erfolge und Auszeichnungen
- 2011 Gewinn der Supercoppa mit dem HC Pustertal
- 2014 Gewinn der Supercoppa mit dem HC Pustertal
- 2018 Gewinn der Alps Hockey League mit Asiago Hockey

### International
- 2011 Aufstieg in die Top-Division bei der Weltmeisterschaft der Division I, Gruppe A
- 2013 Aufstieg in die Top-Division bei der Weltmeisterschaft der Division I, Gruppe A
- 2016 Aufstieg in die Top-Division bei der Weltmeisterschaft der Division I, Gruppe A
- 2018 Aufstieg in die Top-Division bei der Weltmeisterschaft der Division I, Gruppe A